# Philip Major
Philip Major (* 8. Dezember 1988 in Ottawa) ist ein kanadischer Automobilrennfahrer.

## Karriere
Major begann seine Motorsportkarriere 2003 im Kartsport, in dem er bis 2004 aktiv war. Nachdem er sich ein Jahr im Club-Rennsport engagiert hatte, wechselte er 2006 in den Formelsport und startete in der US-amerikanischen Formel BMW. Nach dem 22. Gesamtrang in seiner ersten Saison wurde er 2007 mit einer Podest-Platzierung Zehnter in der Fahrerwertung.
2008 wechselte Major nach Europa und trat für Fortec Motorsport in der britischen Formel-3-Meisterschaft an. Während seine Teamkollegen Marcus Ericsson und Sebastian Hohenthal regelmäßig Punkte erzielen konnten, kam der Kanadier nie über einen neunten Platz hinaus. Am Ende der Saison belegte er den 18. Gesamtrang. 2009 wechselte er zur Mitte der Saison zum Meisterteam Carlin und verbesserte sich in der Gesamtwertung auf den 17. Platz.
2010 kehrte Major nach Nordamerika zurück und startete für Sam Schmidt Motorsports in der Indy Lights. Nachdem er die Rennen regelmäßig unter den ersten zehn Piloten beendet hatte, erzielte er als Dritter in Joliet seine erste Podest-Platzierung. Im Gegensatz zu drei seiner Teamkollegen, Jean Karl Vernay, Pippa Mann und Wade Cunningham, konnte er kein Rennen gewinnen. Am Saisonende belegte er den neunten Gesamtrang.

## Karrierestationen
- 2003–2004: Kartsport
- 2005: Club-Rennsport
- 2006: US-amerikanische Formel BMW (Platz 22)
- 2007: US-amerikanische Formel BMW (Platz 10)
- 2008: Britische Formel-3-Meisterschaft (Platz 18)
- 2009: Britische Formel-3-Meisterschaft (Platz 17)
- 2010: Indy Lights (Platz 9)